# Martin Šuma
Martin Šuma (16 de junio de 1994) es un deportista checo que compitió en remo como timonel. Ganó dos medallas en el Campeonato Europeo de Remo, en los años 2011 y 2012, en la prueba de ocho con timonel.

## Palmarés internacional
| Campeonato Europeo | Campeonato Europeo | Campeonato Europeo | Campeonato Europeo |
| Año                | Lugar              | Medalla            | Prueba             |
| ------------------ | ------------------ | ------------------ | ------------------ |
| 2011               | Plovdiv (Bulgaria) | Medalla de plata   | Ocho con timonel   |
| 2012               | Varese (Italia)    | Medalla de bronce  | Ocho con timonel   |